# Laser

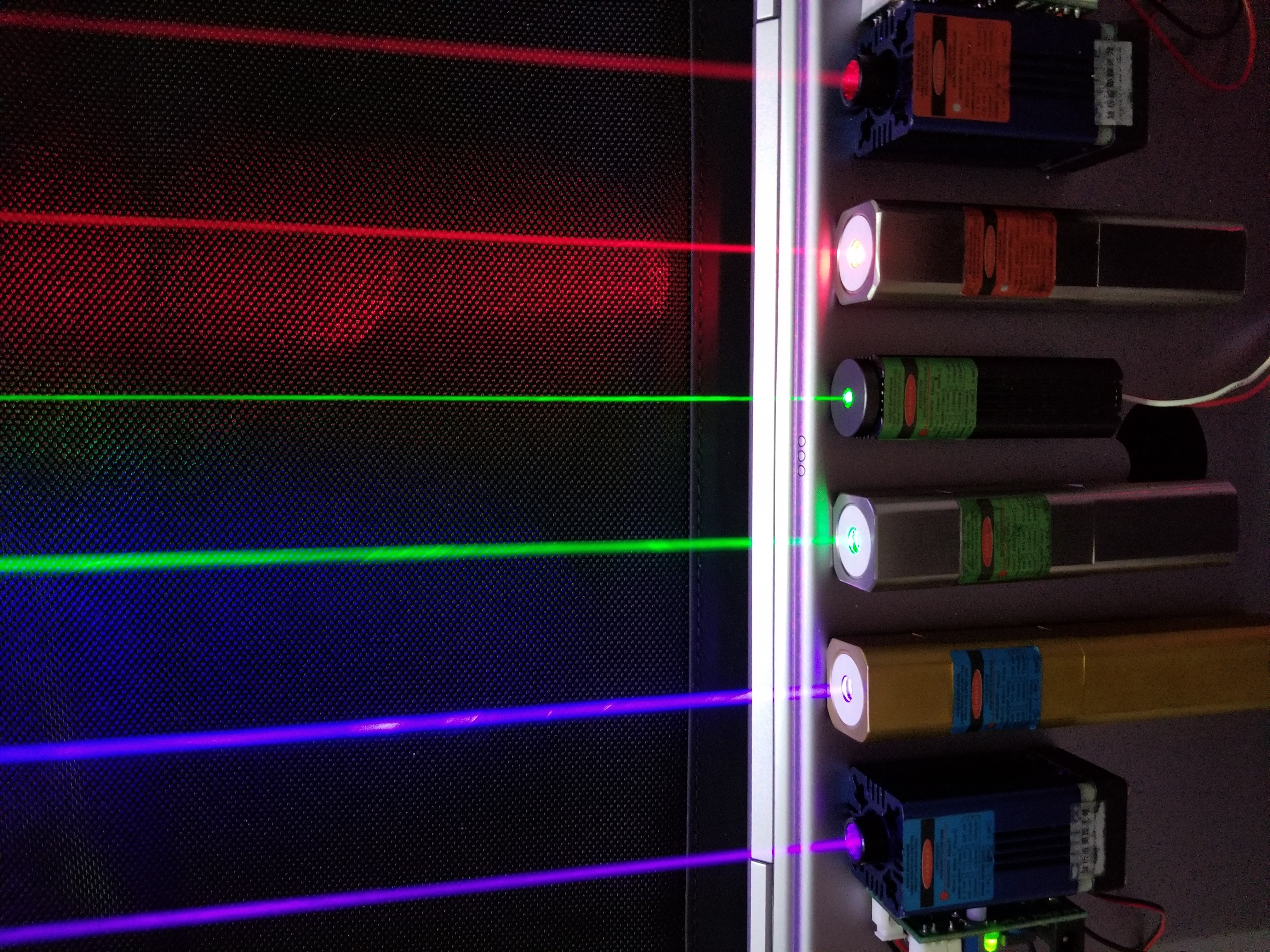
Lasere

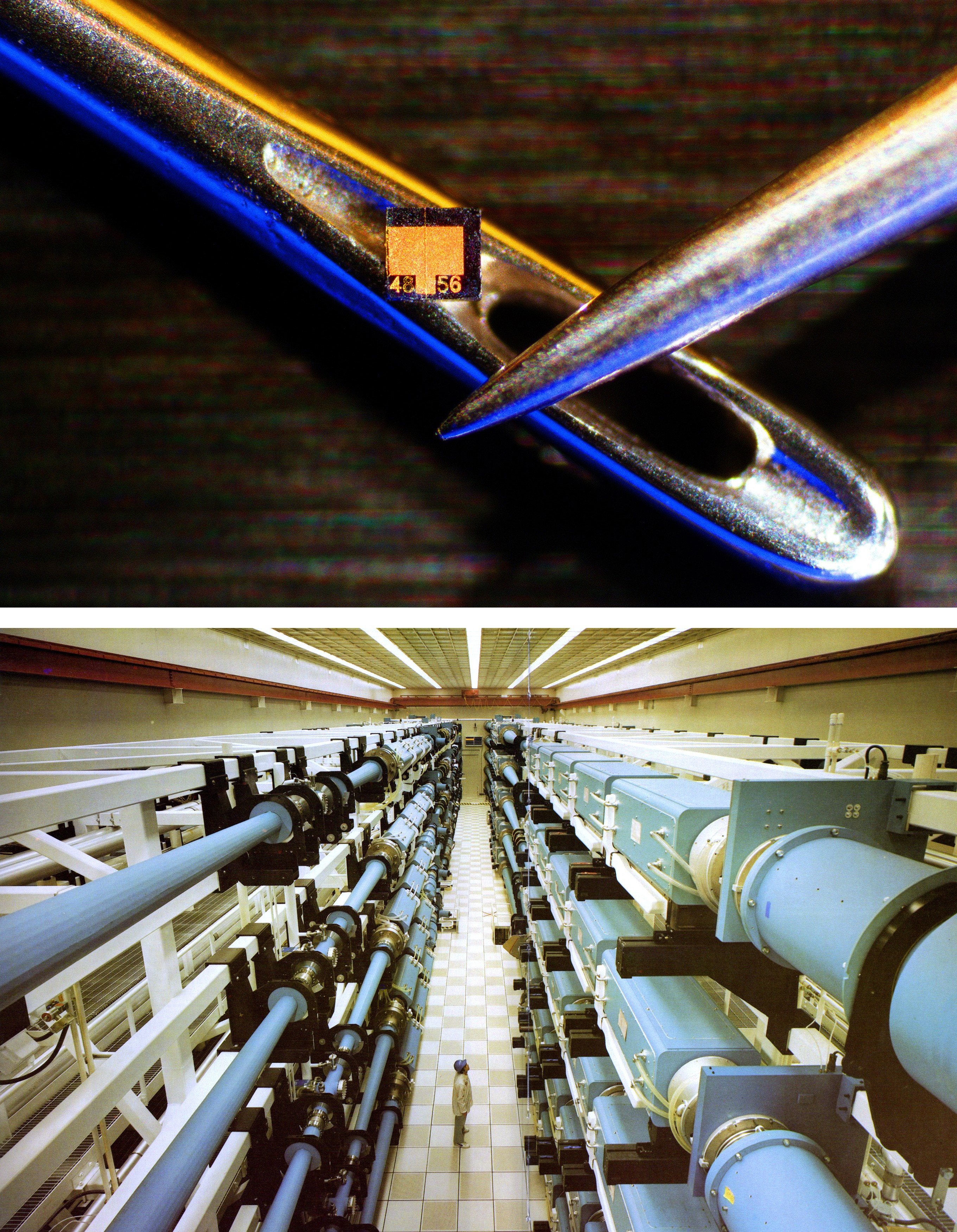
Un exemplu de laser microscopic (sus) și unul gigantic (jos).

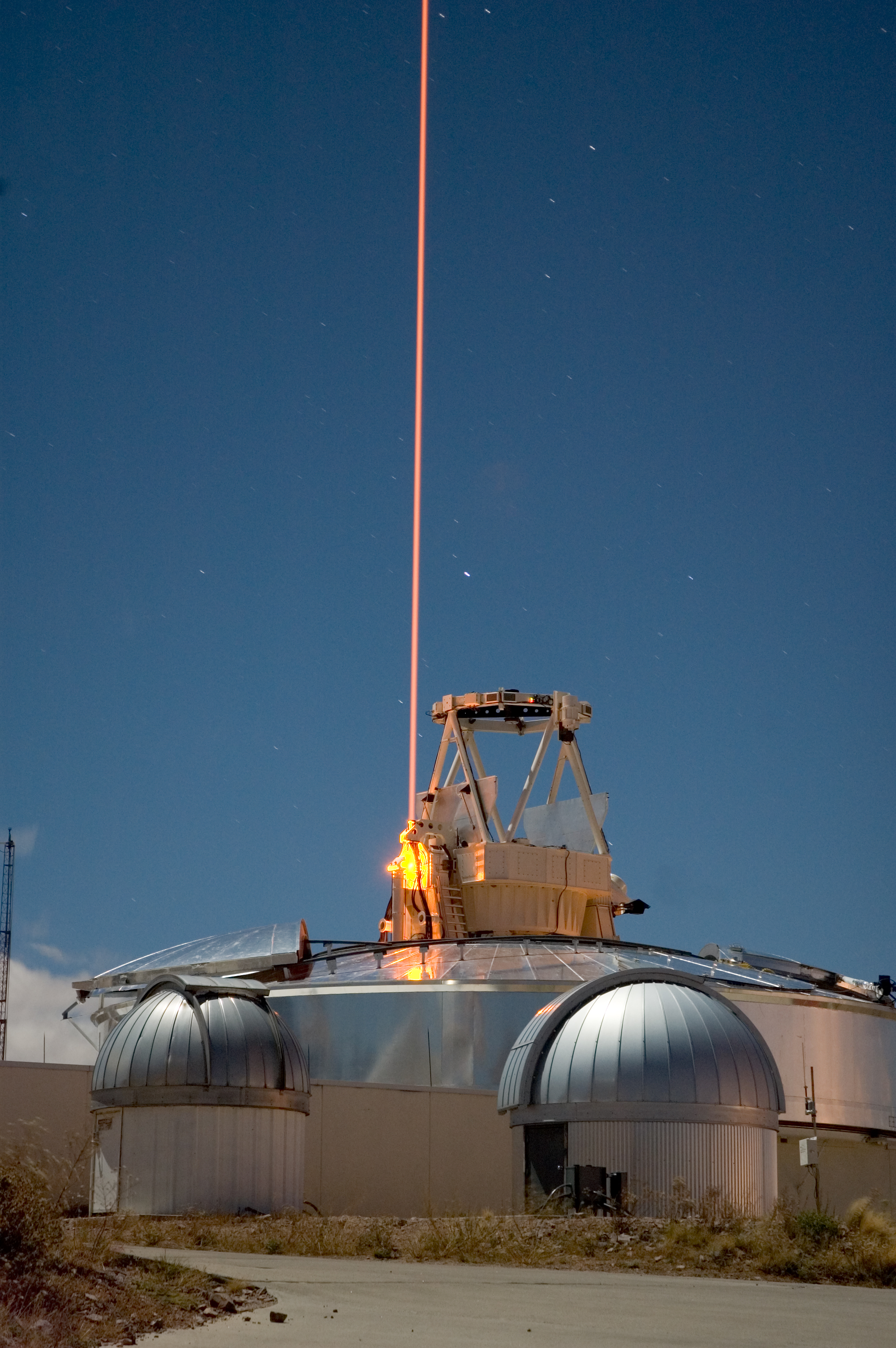
Un laser reglat pe lungimea de undă din galben a sodiului, folosit pentru a excita atomii de sodiu din păturile superioare ale atmosferei.

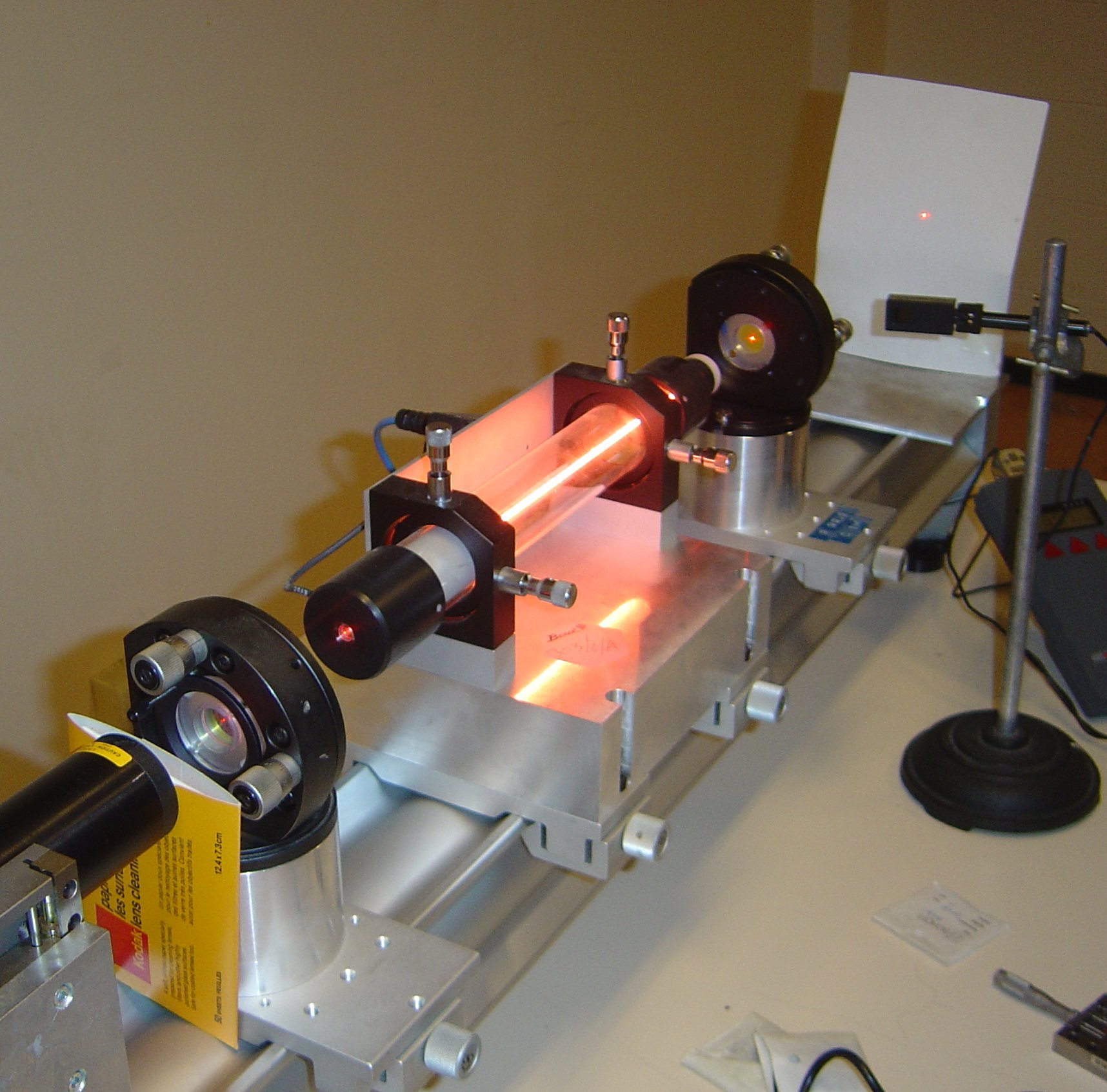
Un laser cu heliu-neon. Segmentul luminos din centru nu este raza laser, ci tubul de descărcare; pe ecranul din dreapta se poate observa punctul luminos produs de fasciculul laser.

Laserul (pl. lasere) este un dispozitiv optic care generează un fascicul coerent de lumină. Fasciculele laser au mai multe proprietăți care le diferențiază de lumina incoerentă produsă, de exemplu, de Soare sau de becul cu incandescență:
- monocromaticitate — un spectru în general foarte îngust de lungimi de undă;
- directivitate — proprietatea de a se propaga pe distanțe mari cu o divergență foarte mică și, ca urmare, capacitatea de a fi focalizate pe o arie foarte mică;
- intensitate — unele dispozitive emit un fascicul suficient de intens pentru a fi folosite la tăierea metalelor.

Termenul laser provine din limba engleză fiind acronimul LASER - Light Amplification by Stimulated Emission of Radiation („amplificarea luminii prin stimularea emisiei de radiație”), denumire construită pe modelul termenului MASER - Microwave Amplification by Stimulated Emission of Radiation („amplificarea microundelor prin stimularea emisiei de radiație”), ce reprezintă un dispozitiv funcționând în domeniul microundelor.

## Istoric
Principiile de funcționare ale laserului au fost enunțate în 1916 de Albert Einstein, printr-o evaluare a consecințelor legii radiației a lui Max Planck și introducerea conceptelor de emisie spontană și emisie stimulată. Aceste rezultate teoretice au fost uitate însă până după cel de-al doilea război mondial.
În 1953 fizicianul american Charles Townes și, independent, Nikolai Basov și Aleksandr Prohorov din Uniunea Sovietică au reușit să producă primul maser, un dispozitiv asemănător cu laserul, dar care emite microunde în loc de radiație laser, rezultat pentru care cei trei au fost răsplătiți cu Premiul Nobel pentru Fizică în 1964.
Primul laser funcțional a fost construit de Theodore Maiman în 1960 și avea ca mediu activ un cristal sintetic de rubin pompat cu pulsuri luminoase generate de o lampă cu descărcare în xenon.
Primul laser cu gaz a fost construit de fizicianul iranian Ali Javan în 1960 folosind un amestec de heliu și neon, care producea un fascicul cu lungimea de undă de 1,15 μm (infraroșul apropiat), spre deosebire de dispozitivele laser actuale cu He-Ne care emit în general în domeniul vizibil, la 633 nm.

### Primul laser românesc
România a fost a patra țară din lume în care s-au realizat lasere, în urma unor cercetări întreprinse de un colectiv condus de Ion I. Agârbiceanu (fiul scriitorului Ion Agârbiceanu). Rezultatul lor a fost raportat în 1961.

## Principiul funcționării laserului
Laserul este un dispozitiv complex ce utilizează un mediu activ laser, ce poate fi solid, lichid sau gazos, și o cavitate optică rezonantă. Mediul activ, cu o compoziție și parametri determinați, primește energie din exterior prin ceea ce se numește pompare. Pomparea se poate realiza electric sau optic, folosind o sursă de lumină (flash, alt laser etc.) și duce la excitarea atomilor din mediul activ, adică aducerea unora din electronii din atomii mediului pe niveluri de energie superioare. Față de un mediu aflat în echilibru termic, acest mediu pompat ajunge să aibă mai mulți electroni pe stările de energie superioare, fenomen numit inversie de populație. Un fascicul de lumină care trece prin acest mediu activat va fi amplificat prin dezexcitarea stimulată a atomilor, proces în care un foton care interacționează cu un atom excitat determină emisia unui nou foton, de aceeași direcție, lungime de undă, fază și stare de polarizare. Astfel este posibil ca pornind de la un singur foton, generat prin emisie spontană, să se obțină un fascicul cu un număr imens de fotoni, toți având aceleași caracteristici cu fotonul inițial. Acest fapt determină caracteristica de coerență a fasciculelor laser.
Rolul cavității optice rezonante, formată de obicei din două oglinzi concave aflate la capetele mediului activ, este acela de a selecta fotonii generați pe o anumită direcție (axa optică a cavității) și de a-i recircula numai pe aceștia de cât mai multe ori prin mediul activ. Trecerea fotonilor prin mediul activ are ca efect dezexcitarea atomilor și deci micșorarea factorului de amplificare optică a mediului. Se ajunge astfel la un echilibru activ, în care numărul atomilor excitați prin pompare este egal cu numărul atomilor dezexcitați prin emisie stimulată, punct în care laserul ajunge la o intensitate constantă. Având în vedere că în mediul activ și în cavitatea optică există pierderi prin absorbție, reflexie parțială, împrăștiere, difracție, există un nivel minim, de prag, al energiei care trebuie furnizată mediului activ pentru a se obține efectul laser.
În funcție de tipul mediului activ și de modul în care se realizează pomparea acestuia laserul poate funcționa în undă continuă sau în impulsuri. Primul maser și primul laser funcționau în regim de impulsuri.

## Caracteristicile fasciculului laser

### Intensitate

Simbolul „Pericol de radiație laser”.

În funcție de tipul de laser și de aplicația pentru care a fost construit, puterea transportată de fascicul poate fi foarte diferită. Astfel, dacă puterea diodelor laser folosite pentru citirea discurilor compacte este de ordinul a numai 5 mW, dispozitivele laser cu CO2 folosite în aplicații industriale de tăiere a metalelor pot avea în mod curent între 100 W și 6000 W. În mod experimental sau pentru aplicații speciale unele dispozitive ajung la puteri mult mai mari; cea mai mare putere raportată a fost în 2015 în localiatatea Măgurele, România de 10 PW (un petawatt, 1015 W).

### Monocromaticitate
Majoritatea emițătorilor laser au un spectru de emisie foarte îngust, ca urmare a modului lor de funcționare, în care numărul mic de fotoni inițiali este multiplicat prin „copiere” exactă, producând un număr mare de fotoni identici. În anumite cazuri spectrul este atât de îngust (lungimea de undă este atât de bine determinată) încât fasciculul își păstrează relația de fază pe distanțe foarte mari. Aceasta permite folosirea dispozitivelor laser în metrologie, pentru măsurarea distanțelor cu o precizie extrem de bună, prin interferometrie. Aceeași calitate permite folosirea acestor emițători în holografie.

### Directivitate
În timp ce lumina unei surse obișnuite (bec cu incandescență, tub fluorescent, lumina de la Soare) cu greu poate fi transformată într-un fascicul paralel cu ajutorul unor sisteme optice de colimare, lumina laser este în general emisă de la bun început sub forma unui fascicul paralel. Aceasta se explică prin acțiunea cavității optice rezonante de a selecta fotonii care se propagă paralel cu axa cavității. Astfel, în timp ce un reflector obișnuit de lumină, orientat de pe Pământ spre Lună, luminează pe suprafața Lunii o suprafață de aproximativ 27.000 km în diametru, fasciculul unui dispozitiv laser nepretențios cu heliu-neon luminează pe Lună o suprafață cu diametrul mai mic de 2 km. Folosind emițători laser performanți și având la dispoziție pe suprafața Lunii retroreflectoare (colțuri de cub, care reflectă lumina incidentă pe aceeași direcție) a fost posibilă determinarea cu foarte mare precizie a distanței de la Pământ la Lună.

## Măsuri de securitate
Pentru protecția muncii, cei care folosesc echipamente laser trebuie să știe întotdeauna de ce tip sunt acestea. Din punct de vedere al pericolului pe care îl reprezintă fasciculul laser asupra omului (în principal retina și pielea), emițătorii laser sunt clasificați în patru clase. În prezent clasificarea lor nu se face la fel în toate țările, dar se fac pregătiri pentru ca aceste clase să fie definite similar la nivel internațional. Lucrul cu emițători laser periculoși impune folosirea de ochelari de protecție, care absorb radiația luminoasă la lungimea de undă de emisie și permit vederea în celelalte regiuni ale spectrului.
Clasa I este specifică echipamentelor industriale care au zona de acționare a fasciculului laser acoperită în totalitate, deci nu există posibilitatea apariției unor reflexii nedorite. Această clasă este cea mai sigură și nu necesită din partea operatorilor umani care deservesc echipamentul laser să poarte echipament de protecție optică (ochelari speciali sau mască).
Clasa II
Clasa III A
Clasa III B
Clasa IV - sunt dispozitive laser care nu sunt prevăzute cu nici o formă de protecție optică, fiind echipamente care pot fi ușor adaptate oricărui tip de prelucrări industriale. Identificarea unor astfel de echipamente laser se poate realiza privind eticheta lipită pe camera rezonantă pe care este inscripționat cuvântul OEM, alături de care se regăsește cuvântul CLASS IV.

## Utilizare
- Metrologie
- Holografie
- Geologie, seismologie și fizica atmosferei
- Spectroscopie
- Fotochimie
- Fuziune nucleară
- Microscopie
- Aplicații militare
- Medicină: bisturiu cu laser, înlăturarea tatuajelor, stomatologie, oftalmologie, acupunctură
- Industrie și comerț: prelucrări de metale si materiale textile, cititoare de coduri de bare, imprimare
- Aplicații industriale: sudarea cu laser, tăierea cu laser, gravarea cu laser, marcare cu laser, crestarea cu laser, sinterizarea selectivă cu laser, sinterizarea prin scânteie cu laser.
- Comunicații prin fibră optică
- Înregistrarea și redarea CD-urilor și DVD-urilor